# Macerino
Macerino è una frazione del comune di Acquasparta (TR).
Secondo i dati Istat del 2001, gli abitanti sono 7  Archiviato il 14 luglio 2014 in Internet Archive.. Il piccolo borgo si trova a 665 m s.l.m., in cima ad un alto colle, raggiungibile passando dalla Valserra, oppure partendo da Portaria e scendendo da Cima Forca; si trova immerso in un paesaggio di vasti boschi che si estendono tutto intorno ad esso, fin sul colle.

## Storia
Il luogo fu frequentato sin dall'epoca romana: il ritrovamento di un sarcofago paleocristiano (IV secolo) lo testimonia. Esso appartiene alla matrona Ponzia, caduta dal cocchio durante un viaggio verso Treviri (è ora conservato al Museo Civico di Spoleto).
La prima notizia storica risale al 1093. Trovandosi al centro del territorio dei monti Martani, sulla strada di comunicazione tra Acquasparta e Spoleto, esso fu anche capitale delle Terre Arnolfe. Ebbe giurisdizione sui vicini Colle Aiano, Fogliano, Villa Campi e Villa Paganica. Vi fu costruito un Palazzo della Comunità (palazzo Massarucci, XVI secolo), tuttora esistente, fronteggiato da una piazzetta dotata di pozzo. La struttura del castello tuttora rimane, con le case racchiuse al suo interno.
Le mura ancora sono in ottimo stato di conservazione, così come le quattro torri angolari. Il paese, interamente costruito in pietra, è stato recentemente restaurato e molte abitazioni sono proprietà di cittadini stranieri.
È stato utilizzato per le riprese del film TV "La terra del ritorno" , con Sophia Loren e Sabrina Ferilli.

## Monumenti e luoghi d'interesse
- Il Castello, realizzato sulla sommità di un monte sopra un centro abitato esistente.
- Pieve di San Biagio (XI secolo), di fronte al Palazzo, a due navate e arricchita da affreschi del XVI secolo.
- Chiesa di San Giovenale, presso il cimitero, con affreschi del XVII secolo ed un affresco di scuola umbra del XIII secolo ("San Francesco in estasi").
- Chiesa della Madonna del Fiore (1670), fuori dalle mura.

## Galleria d'immagini

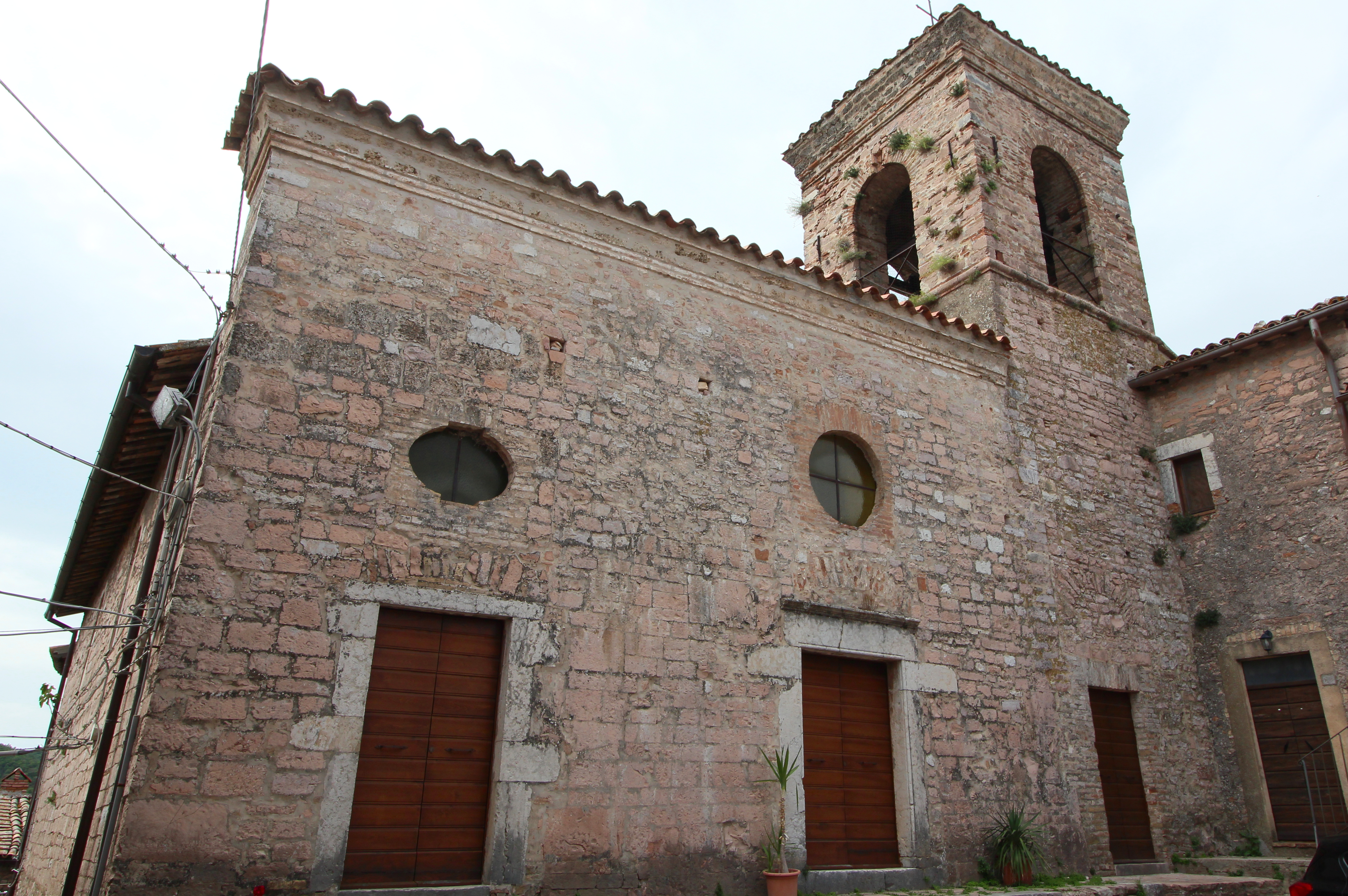
San Biagio
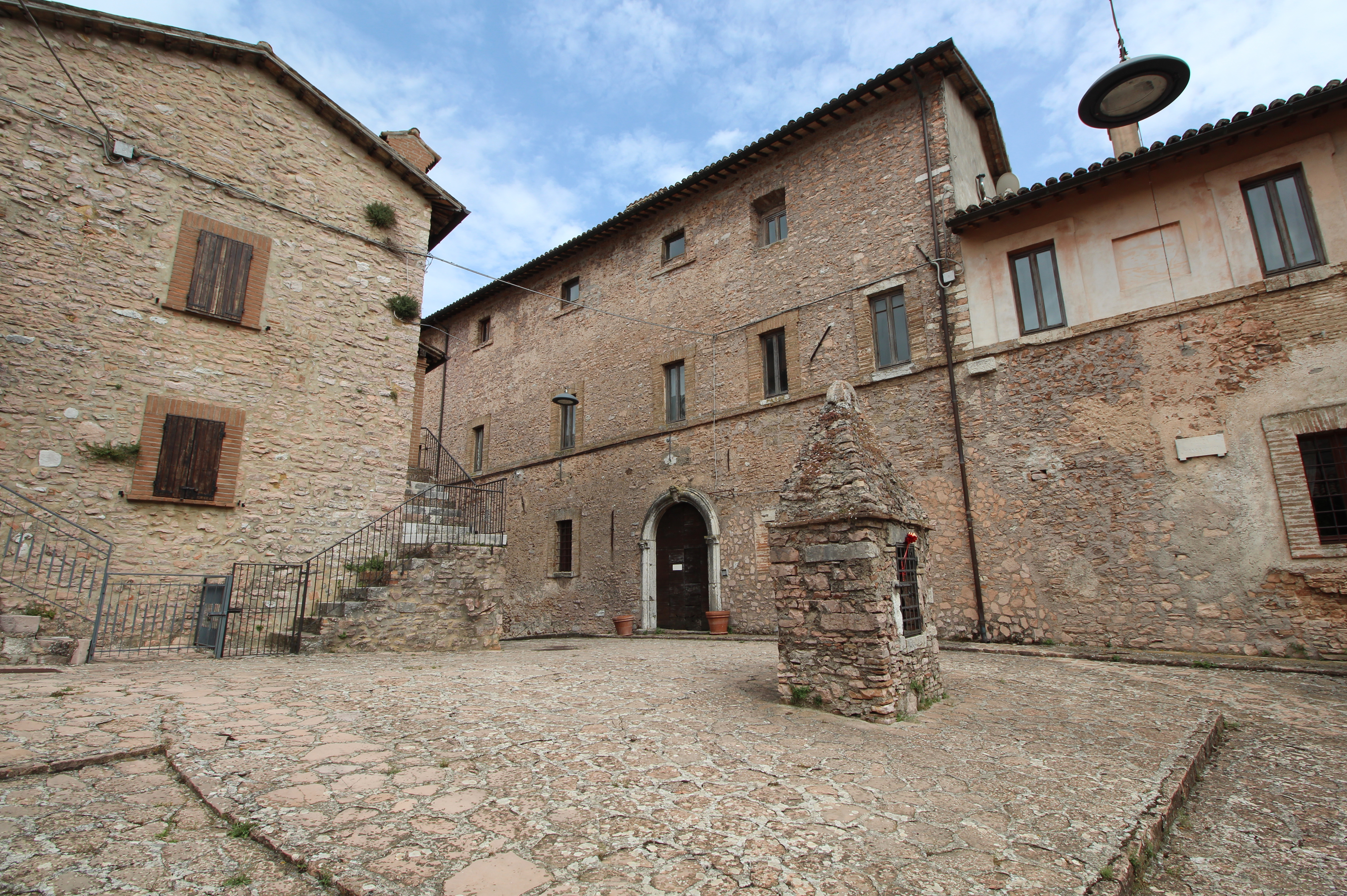
Piazza Massarucci con Palazzo Massarucci
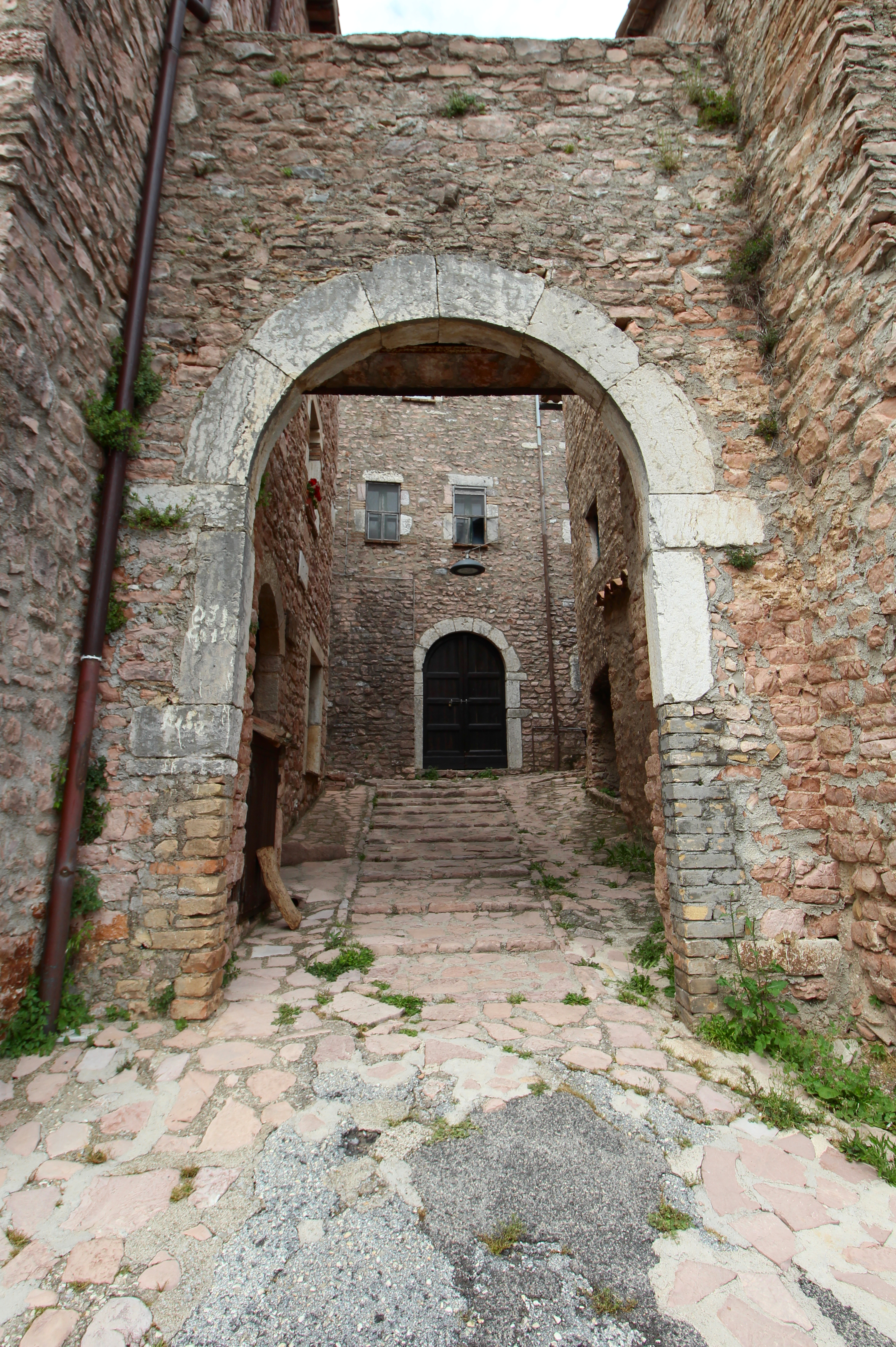
La porta delle mura defensive di Macerino
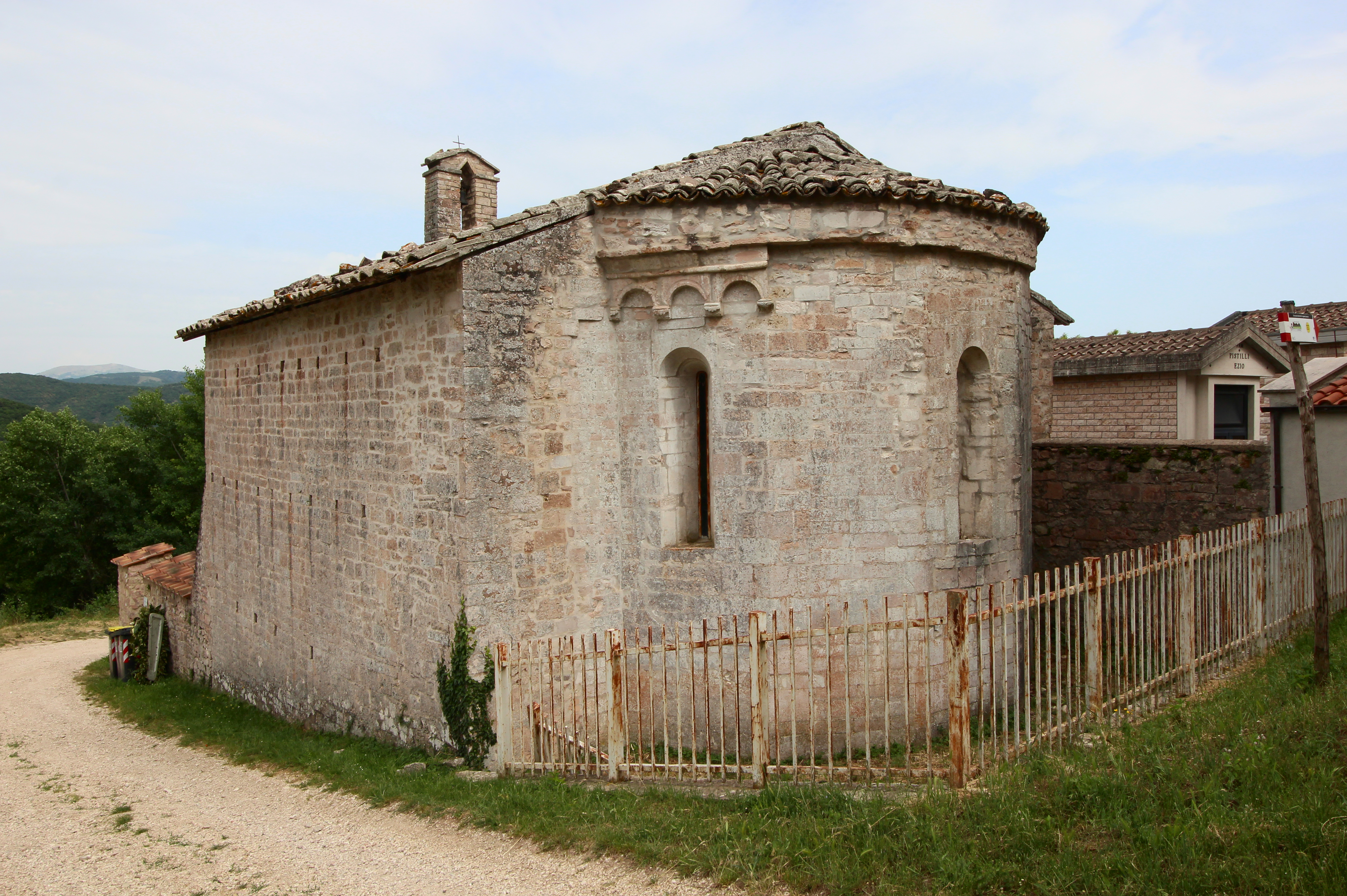
San Giovenale

## Sport
- Mountain bike